# عابدة (اسم)
عابدة هو اسم علم مؤنث من أصل عربي، ومعناه هو الخاضعة لربها الموحدة المنزوية في معبدها.

## شخصيات تحمل الاسم
- عابدة احمد دخيل (القرن 20 – )
- عابدة سلطان (28 أغسطس 1913 – 11 مايو 2002)
- عابدة سلطان (1618 – 1648)

## وصلات خارجية
- موسوعة السلطان قابوس لأسماء العرب نسخة محفوظة 5 أبريل 2019 على موقع واي باك مشين.